# L'Histoire de Kaï et Gerda
L'Histoire de Kaï et Gerda (История Кая и Герды) est un opéra lyrique russe en deux actes composé en 1979 par Sergueï Banevitch sur un livret de Tatiana Kalinina. Il est inspiré du conte d'Andersen, La Reine des neiges. Il est présenté au public pour la première fois le 24 décembre 1980 au Théâtre Kirov (aujourd'hui Mariinsky) de Léningrad.
Dès la première, cette œuvre connaît un immense succès. Elle est jouée pendant trente ans à Léningrad (devenue ensuite Saint-Pétersbourg), puis reprise dès la fin des années 2000 et dans plusieurs villes, Kiev, Minsk, Ekaterinbourg, Perm, Novossibirsk, Pskov, Samara, Tcheliabinsk, Vladikavkaz, etc. Une nouvelle version de l'auteur de 1996 est montée au Théâtre Bolchoï de Moscou dans une nouvelle production de Dmitri Belianouchkine sous la baguette d'Anton Grichanine, le 28 novembre 2014. Le rôle de la reine des neiges est tenu entre autres par Agounda Koulaïeva (en 2022) et Ioulia Mazourova, celui de Kaï en 2022 par Ilia Selivanov.  

## Rôles
- Kaï (ténor)
- Gerda (soprano)
- La reine des neiges (mezzo-soprano)
- L'allumeur de réverbères (baryton)
- La petite brigande (mezzo-soprano)
- Atamancha (basse)
- La grand-mère (mezzo-soprano)
- Premier troll (ténor)
- Second troll (basse)
- Premier acteur (ténor)
- Deuxième acteur (baryton)
- Troisième acteur (basse)
- Premier brigand (ténor)
- Deuxième brigand (baryton)
- Troisième brigand (basse)
- Le renne (basse)

## Source de la traduction
- (it) Cet article est partiellement ou en totalité issu de l’article de Wikipédia en italien intitulé « La storia di Kaj e Gerda » (voir la liste des auteurs).